# 康河 (嘉靖進士)
康河（1490年—1544年），字德清，號湋川，陕西西安府乾州武功縣人，民籍。

## 生平
治《詩經》，行十一，由縣學生中式嘉靖元年（1522年）壬午科陕西鄉試第十三名舉人，年三十四歲中式嘉靖二年（1523年）癸未科會試第三百八十七名，第三甲第二百六十四名進士。吏部观政，四年冬授户部广西司主事，明年部委管理太仓，七年管理兔東四馬房，同年秋管理苏州浒墅钞关，八年春轉山西司署员外郎，仍管钞关。升蓟镇管粮郎中。十一年（1532年）出为山东兖州府知府，十四年春调雲南广西府，未赴任，再调江西赣州府。十九年十二月科道考察拾遗，以贪污不职贬为民。嘉靖二十三年甲辰（1544）十二月辛卯卒，距生弘治三年庚戌（1490）十一月十八日，享年五十有五。

## 家族
曾祖康爵，南京太常寺卿。祖康健，通政司知事。父康鑾，義官、贈户部主事。前母高氏，贈安人；母高氏，贈安人。永感下。兄阜、淮、浤、澤（医学训科）、康海（前翰林院修撰）、潤、康浩（知州、前户部郎中）、瀚、淳、洋（義官）、弟濂。